# Escazú
Escazú är en välbeställd ort i Costa Rica.   Den ligger i provinsen San José, i den centrala delen av landet, 6 km väster om huvudstaden San José. Escazú ligger 1 111 meter över havet och antalet invånare är 12 071.
Terrängen runt Escazú är kuperad åt sydväst, men åt nordost är den platt. Terrängen runt Escazú sluttar norrut. Runt Escazú är det mycket tätbefolkat, med 1 313 invånare per kvadratkilometer. Närmaste större samhälle är San José, 6,4 km öster om Escazú. Runt Escazú är det i huvudsak tätbebyggt.